# Валнегра
Валнегра (итал. Valnegra) је насеље у Италији у округу Бергамо, региону Ломбардија.
Према процени из 2011. у насељу је живело 207 становника. Насеље се налази на надморској висини од 578 м.

## Становништво
| 1931. | 1936. | 1951. | 1961. | 1971. | 1981. | 1991. | 2001. | 2011. |
| ----- | ----- | ----- | ----- | ----- | ----- | ----- | ----- | ----- |
| 331   | 237   | 352   | 312   | 290   | 253   | 238   | 230   | 207   |